# Sedum galeottianum
Sedum galeottianum là một loài thực vật có hoa trong họ Crassulaceae. Loài này được (Hemsl.) Hamet miêu tả khoa học đầu tiên năm 1929.